# Peter Friedrich Petersen
Peter Friedrich Petersen (* 12. Mai 1856 in Flensburg; † 20. Juni 1930 in Lübeck) war ein deutscher evangelisch-lutherischer Geistlicher und nacheinander Generalsuperintendent der Sprengel Holstein (1912–1917) und Schleswig (1917–1924) der Evangelisch-Lutherischen Landeskirche Schleswig-Holsteins.

## Leben
Petersen war Sohn eines gleichnamigen Kaufmanns und dessen Frau Anne-Marie, geb. Hansen-Biehl. Er besuchte das Alte Gymnasium in Flensburg, studierte Evangelische Theologie und bestand zu Ostern 1880 das erste Theologische Examen. Er besuchte das nordschleswigsche Predigerseminar. Am 6. November 1881 erfolgte seine Ordination zum Pastor, verbunden mit einem Dienstauftrag als Adjunkt in Lintrup. Am 8. August 1882 wurde er Pastor von Hvidding in der Propstei Törninglehn. Zum 11. September 1885 wechselte er nach Bestoft-Tieslund. 1890 wurde er Kirchenpropst der Propstei Hadersleben und Hauptpastor der Marienkirche Hadersleben.
Ab 1906 war er nebenamtlich Konsistorialrat und Mitglied des Königlichen Konsistoriums in Kiel. 1912 wurde er als Nachfolger des verstorbenen Ernst Wallroth zum Generalsuperintendenten für Holstein ernannt. 1917 wechselte er in gleicher Eigenschaft nach Schleswig. Als 1925 die neue Kirchenordnung der Landeskirche verabschiedet wurde, trat er in den Ruhestand. Sein Nachfolger, nun mit dem Titel Bischof, wurde Eduard Völkel.   
Er war verheiratet mit Johanna Ernestine Elisabeth, geb. Hansen (* 1862 in Hadersleben). Der Historiker Carl Petersen war ein Sohn des Paares, die Verlegerin Leiva Petersen eine Enkelin.